# IAI RQ-5 Hunter
 (mai 2023).
Si vous disposez d'ouvrages ou d'articles de référence ou si vous connaissez des sites web de qualité traitant du thème abordé ici, merci de compléter l'article en donnant les références utiles à sa vérifiabilité et en les liant à la section « Notes et références ».
 (mai 2023).
La mise en forme du texte ne suit pas les recommandations de Wikipédia : il faut le « wikifier ».
Les points d'amélioration suivants sont les cas les plus fréquents. Le détail des points à revoir est peut-être précisé sur la page de discussion.
- Les titres sont pré-formatés par le logiciel. Ils ne sont ni en capitales, ni en gras.
- Le texte ne doit pas être écrit en capitales (les noms de famille non plus), ni en gras, ni en italique, ni en « petit »…
- Le gras n'est utilisé que pour surligner le titre de l'article dans l'introduction, une seule fois.
- L'italique est rarement utilisé : mots en langue étrangère, titres d'œuvres, noms de bateaux, etc.
- Les citations ne sont pas en italique mais en corps de texte normal. Elles sont entourées par des guillemets français : « et ».
- Les listes à puces sont à éviter, des paragraphes rédigés étant largement préférés. Les tableaux sont à réserver à la présentation de données structurées (résultats, etc.).
- Les appels de note de bas de page (petits chiffres en exposant, introduits par l'outil «  Source ») sont à placer entre la fin de phrase et le point final[comme ça].
- Les liens internes (vers d'autres articles de Wikipédia) sont à choisir avec parcimonie. Créez des liens vers des articles approfondissant le sujet. Les termes génériques sans rapport avec le sujet sont à éviter, ainsi que les répétitions de liens vers un même terme.
- Les liens externes sont à placer uniquement dans une section « Liens externes », à la fin de l'article. Ces liens sont à choisir avec parcimonie suivant les règles définies. Si un lien sert de source à l'article, son insertion dans le texte est à faire par les notes de bas de page.
- La présentation des références doit suivre les conventions bibliographiques. Il est recommandé d'utiliser les modèles {{Ouvrage}}, {{Chapitre}}, {{Article}}, {{Lien web}} et/ou {{Bibliographie}}. Le mode d'édition visuel peut mettre en forme automatiquement les références.
- Insérer une infobox (cadre d'informations à droite) n'est pas obligatoire pour parachever la mise en page.

Pour une aide détaillée, merci de consulter Aide:Wikification.
Si vous pensez que ces points ont été résolus, vous pouvez retirer ce bandeau et améliorer la mise en forme d'un autre article.
Le drone IAI RQ-5 Hunter était à l'origine destiné à servir de système UAV à courte portée pour les commandants de division et de corps de l'armée des États-Unis. Il décollait et atterrissait sur des pistes (à l'aide d'un équipement d'arrêt). Il utilisait un capteur EO/IR orientable pour transmettre sa vidéo en temps réel via un second Hunter via une liaison de données en bande C en vue directe. Le RQ-5 est basé sur le UAV Hunter développé par Israel Aerospace Industries.

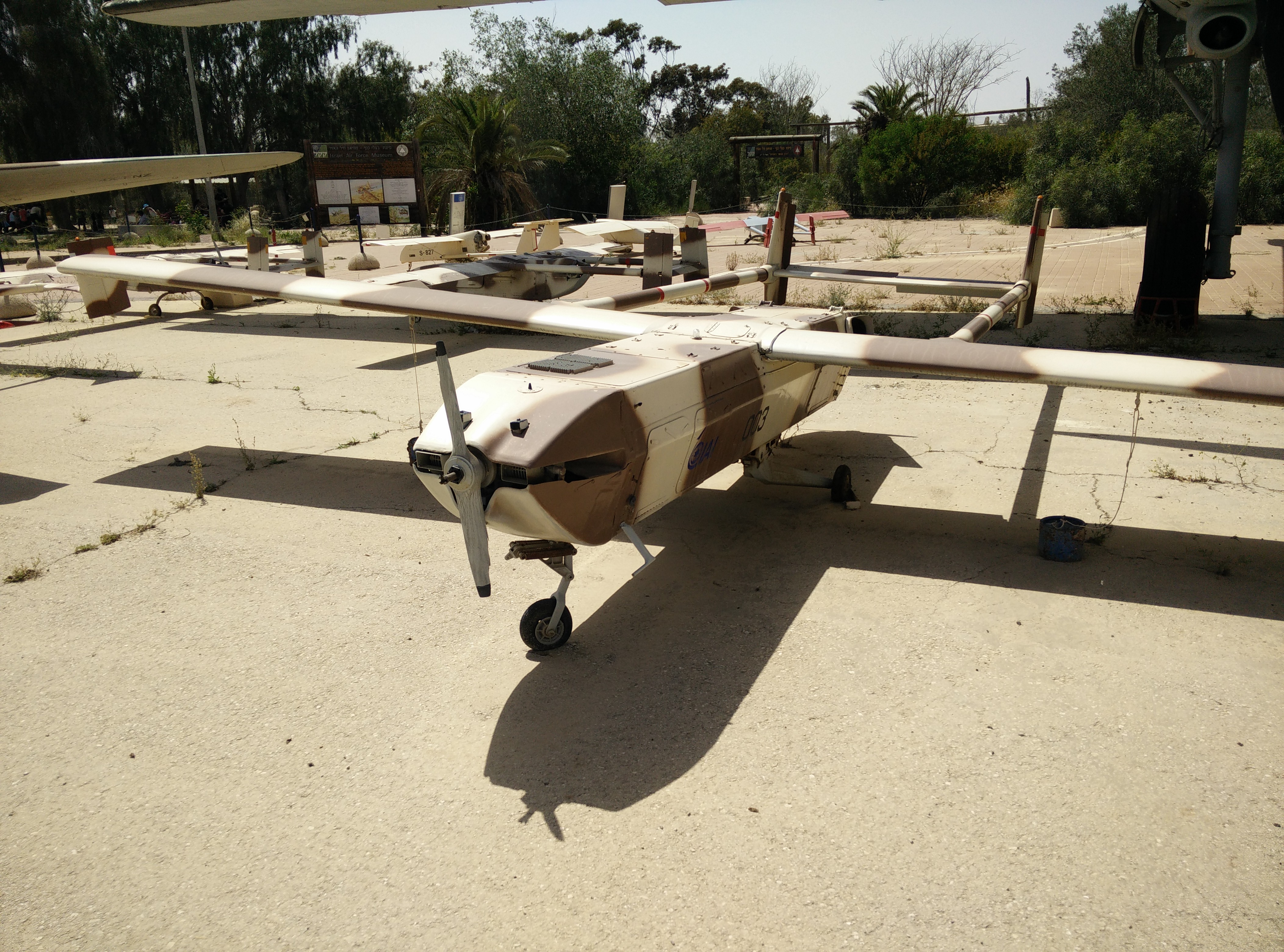
Un Hunter RQ-5 dans la zone de drones du musée de l'armée de l'air israélienne d'Hatzerim.

## Conception et développement
Les processus d'acquisition et d'entraînement ont débuté en 1994, mais la production a été annulée en 1996 en raison de préoccupations concernant la mauvaise gestion du programme. Sept systèmes de production initiale de huit avions chacun ont été acquis, dont quatre sont restés en service : un pour la formation et trois pour le développement de la doctrine, les exercices et le soutien de contingence. 
La première version RQ-5A du Hunter était mue par deux moteurs Moto-Guzzi 750cc 60 CV en configuration push-pull. À partir de  2005, les États-Unis développèrent une version MQ-5B plus performante (en altitude et endurance) utilisant deux moteurs diesel développés par Northrop Grumman.
Le Hunter devait être remplacé par le RQ-7 Shadow, mais au lieu d'être remplacé, l'armée a maintenu les deux systèmes en opération car le Hunter avait des capacités de charge utile, de portée et de temps sur station nettement supérieures à celles du Shadow.

## Histoire opérationnelle
En 1995, la compagnie A du 15e bataillon du renseignement militaire (exploitation aérienne) de Fort Hood, TX a été la première unité de terrain de l'armée équipée du Hunter. La compagnie A a effectué de multiples rotations de formation réussies au National Training Center. En mars 1999, elle a été déployée en République de Macédoine pour soutenir les opérations de l'OTAN au Kosovo, où l'un d'eux a été abattu par une mitrailleuse latérale de 7,62 mm d'un Mil Mi-8 serbe. Au cours de l'opération de 7 mois, le Hunter a volé pendant plus de 4 000 heures. Le succès opérationnel significatif au Kosovo a conduit à la reprise de la production et à des améliorations techniques. Le Hunter a été utilisé en Irak et dans d'autres opérations militaires depuis lors. Le système était également armé de munitions Viper Strike.
Le bataillon de formation des systèmes d'aéronefs sans pilote de l'armée à Fort Huachuca, en Arizona, a formé des soldats et des civils à l'exploitation et à la maintenance du Hunter UAV.
En 2004, le bureau Air et Mer du Service des douanes et de la protection des frontières des États-Unis a utilisé le Hunter dans le cadre d'un programme d'essai pour des missions de patrouille frontalière. Au cours de ce programme, le Hunter a volé pendant 329 heures de vol, entraînant 556 détections
Une version équipée du système d'arme Northrop Grumman GBU-44/B Viper Strike est connue sous le nom de MQ-5A/B.

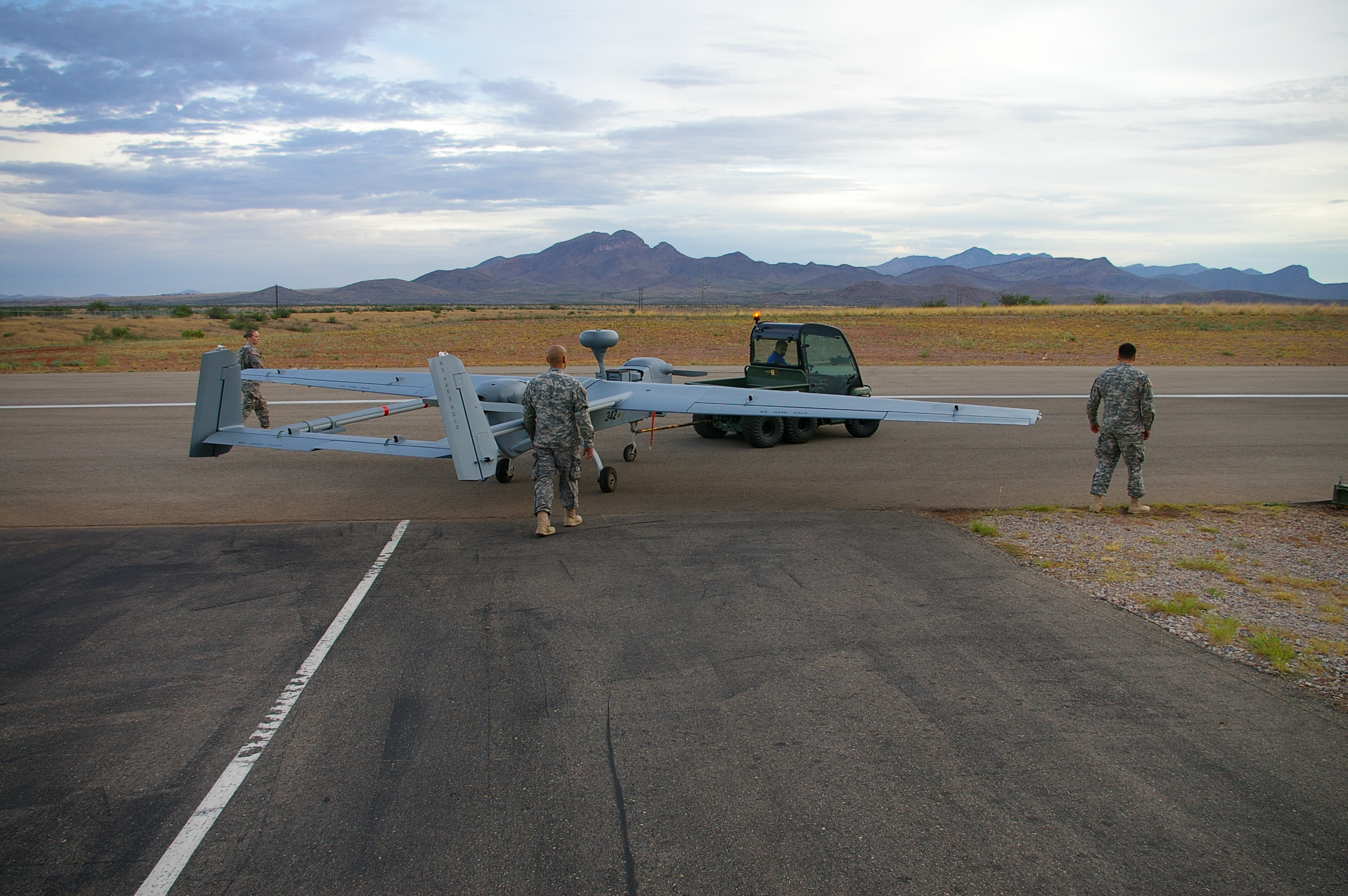
MQ-5B Hunter

En octobre 2012, l'armée américaine avait 20 MQ-5B Hunters en service. Le retrait du Hunter devait advenir en 2013, mais Northrop a remporté un contrat de soutien pour le Hunter en janvier 2013, prolongeant ses missions jusqu'en 2014.
Le 7 octobre 2013, l'armée américaine a ouvert une installation de drones à Vilseck Army Airfield en Allemagne. Une lettre d'intention est signée entre les États-Unis et l'Allemagne qui permet au 7th Army Joint Multinational Training Command  d'utiliser deux couloirs aériens dans l'est du pays pour former les opérateurs, marquant la première fois qu'un UAV américain volera au-delà des limites des zones d'entraînement militaire. Deux MQ-5B Hunter non armés ont été utilisés uniquement pour former les opérateurs de drones.
De 1996 à janvier 2014, le système d'aéronef sans pilote MQ-5B Hunter a volé plus de 100 000 heures avec l'armée américaine.
Le 14 mars 2014, un RQ-5 a été signalé abattu par une unité d'auto-défense criméenne sur un territoire ukrainien occupé par les Russes, bien que la Russie n'ait pas corroboré la revendication et que le Pentagone nie avoir opéré un tel véhicule au-dessus de la Crimée.
Le 16 décembre 2015, le Hunter a effectué son dernier vol dans le cadre du service de l'armée à Fort Hood. Depuis son entrée en service en 1995, l'aéronef a été déployé dans les Balkans, en Irak et en Afghanistan. Il a été déployé quatre fois dans les Balkans entre 1999 et 2002, accumulant 6 400 heures de vol, et a été le premier drones de l'armée à traverser en Irak en 2003, prouvant pour la première fois dans des opérations de contingence qu'il était une ressource de renseignement pour les commandants à tous les niveaux et volant plus d'heures que toute autre plateforme de reconnaissance de l'OTAN. Une capacité unique du Hunter était son mode de relais qui permettait à un aéronef de contrôler un autre à des portées étendues ou sur des obstacles de terrain. À la fin de l'opération Nouvelle Aube en 2011, les Hunter avaient volé plus de 110 000 heures, leur succès sur le champ de bataille montrant clairement la valeur des drones dans les opérations de combat en résultat direct. Alors que les opérateurs de l'armée passent au General Atomics MQ-1C Grey Eagle plus grand et plus capable, le Hunter est transféré à des unités gouvernementales contrôlées par des sous-traitants qui soutiennent les opérations à l'étranger.

## Utilisation internationale
En 1998, le Composante air belge a acheté trois systèmes de drones B-Hunter, chacun comprenant six avions et deux stations de contrôle au sol. Opérationnels à partir de 2004 dans le 80ème Escadron de drones, 13 avions étaient en service en 2020. Le dernier Hunter a été retiré du service belge le 28 août 2020, pour être remplacé par le MQ-9B SkyGuardian.